# Torre Branca de Tessalônica
A chamada Torre Branca (em grego Λευκός Πύργος) localiza-se na cidade de Salonica, na Grécia. A sua construção remonta ao final da Idade Média. Integrava o setor oriental da muralha que envolvia a cidade. Foi utilizada como prisão durante o século XIX. Atualmente restaurada, constitui uma das atrações turísticas mais visitadas da cidade.